# Cultura de Afanásievo
La cultura de Afanásievo fue una cultura arqueológica desarrollada durante el Calcolítico tardío e inicios de la Edad del Bronce (del 3500 al 2500 a. C.) principalmente en Jakasia, en el sur de Siberia.

## Territorio
Tal cultura recibe su nombre de la población y yacimiento llamados actualmente en ruso Afanásieva Gorá (‘monte Afanásievo’), en la cuenca alta del río Yeniséi donde se excavó una necrópolis prehistórica que dio los primeros testimonios concretos de esta cultura. Posteriormente se han hallado restos de la cultura afanásievo en la cuenca de Minusinsk ubicada en el territorio de Krasnoyarsk, también dentro de la Siberia meridional. Sin embargo los descubrimientos más recientes documentan que el área de los afanásievos abarcó la Mongolia occidental, el Sinkiang septentrional y el Kazajistán centromeridional, encontrándose ramificaciones afanásievas en Tayikistán y el área del mar de Aral.

## Cultura

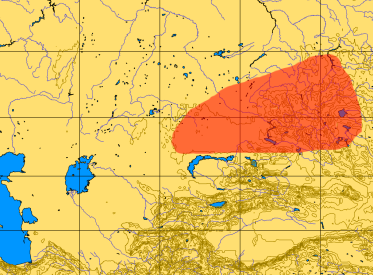
Mapa provisional que señala el área de Asia Central y sus proximidades siberianas al norte y al noreste del lago Baljash, donde prosperó la Cultura de Afanásievo (o Afanasevo). Notar que el mar de Aral aparece con la extensión antigua (al menos la que tenía hasta mediados de), en la actualidad tal mar está en gran parte desecado.

La economía de los afanásievos parece haber sido predominantemente de tipo pastoril seminómada, según se deduce del hallazgo de restos de bovinos, ovinos y equinos, junto con restos de animales de caza, en muchos de los yacimientos afanásievos, en los que se documentan asimismo indicios de una agricultura primitiva.
Hasta el presente (2006) la cultura afanásieva es principalmente notable por las inhumaciones, con el difunto sepultado en fosas rectangulares o cónicas y en posición supina, esto es, de un modo similar al de las sepulturas de la cultura yamna; sin embargo, existe también una pequeña cantidad de restos de asentamientos. En los yacimientos de los afanásievos se han encontrado objetos de metal; más dudoso es que los carros de guerra encontrados correspondan exactamente a los afanásievos.
Las semejanzas con la cultura yamna hace de la cultura de Afanásievo una fuerte candidata a representar la forma cultural más temprana de un pueblo, llamado más tarde, los tocarios. Las sepulturas presentan también notables semejanzas con las correspondientes a la cultura de Sredny-Stog y la cultura de Poltavka, que se consideran culturas paleoeuropeas o incluso indoeuropeas, mientras que no está aún claro el nexo con la más reciente y occidental cultura andrónova, pese a que se evidencian semejanzas con esta.
En la región más oriental, la cultura afanásieva fue sustituida por la cultura de Karasuk. La cultura de Afanásievo parece ser el principal antecedente de los tocarios.

## La cultura de Okuniovo
En la aldea rusa de Okuniovo también ubicada en la región de Minusinsk se ha descubierto un sitio datado en el III milenio a. C. De este modo la cultura de Okuniovo parecería ser sucesiva a la de Afanásievo, una evolución de la misma.
En Okuniovo se han encontrado artefactos de cobre y bronce, además de objetos funerarios decorados con figuras de animales (generalmente en rebaño).

## Antropología física
De las excavaciones paleoantropológicas realizadas durante la época soviética en el siglo XX, se deduce claramente que la población de los afanásievos era europeoide con características próximas a los cromañoides de Europa y la cuenca del Mediterráneo. De este modo los afanásievos habrían sido un conjunto intrusivo en un área dominada por poblaciones eurasiático.
El elemento europeoide se mantuvo en las zonas de Siberia centromeridional y el Asia Central de forma bastante estable, por ejemplo con la cultura de Tagar, por lo menos hasta el período llamado de Tastyk, esto es, hasta aproximadamente el siglo II a. C.
Estudios genéticos confirman la descendencia de los miembros de la cultura Afanásievo de la primera de las ramas separadas del linaje común protoindoeuropeo, que incluiría al griego, lenguas protobalcánicas, el armenio y el tocario.